# José Antonio Ferrara
José Antonio Ferrara (...) è uno sceneggiatore e regista televisivo venezuelano.

## Filmografia
- 1963: La flor del matapalo (serie televisiva in 3 episodi);
- 1964: Historia de tres hermanas (serie televisiva in 3 episodi);
- 1967: Sacrificio;
- 1967: La virgen de barro;
- 1972: La mujer prohibida (serie televisiva in 3 episodi);
- 1973: La loba (serie televisiva in 3 episodi);
- 1974: La Guaricha (miniserie TV in 3 episodi);
- 1974: Isla de brujas (eries televisiva in 3 episodi, come José A. Ferrara);
- 1975; El bandido de Aragua ((miniserie TV in 3 episodi);
- 1975: Pablo y Virginia (film per la televisione);
- 1976: Los tres mosqueteros (miniserie);
- 1976: Daniela (telenovela, 168 episodes);
- 1976: Balumba (serie televisiva in 3 episodi);
- 1977: Patrulla 88 (miniserie televisiva in 3 episodi)
- 1977: Lisistrata (film per la televisione);
- 1977: La tercera rosa (film per la televisione);
- 1977: Expediente de un amor (serie televisiva in 3 episodi);
- 1979: Los habitantes (serie televisiva in 3 episodi);
- 1979: Ifigenia (miniserie televisiva in 3 episodi);
- 1982: Ligia Elena (serie televisiva in 3 episodi);
- 1983: Nacho (serie televisiva in 3 episodi);
- 1983: Virginia (serie televisiva in 3 episodi, come José A. Ferrara);
- 1983-1985: Eternamente tuya (serie televisiva in 3 episodi, come José A. Ferrara);
- 1986: Esa muchacha de ojos cafe (serie televisiva in 3 episodi);
- 1987: ...Y la luna también (telenovela, 130 episodi);
- 1993: Por amarte tanto (telenovela, 143 episodi);
- 1994: Morena Clara (telenovela, 136 episodi);
- 1994: Como tú ninguna (telenovela, 281 episodi);
- 1997: Aguamarina, (telenovela, 126 episodi);
- 1998: María Celina (telenovela, 69 episodi);
- 1998-1999: La mujer de mi vida (telenovela, 150 episodi);
- 1999-2000: Enamorada (telenovela 100 episodi);